# Hamada
Hamada (em japonês: 浜田市; romaniz.: -shi) é uma cidade japonesa localizada na província de Shimane.
Em 2003 a cidade tinha uma população estimada em 46 532 habitantes e uma densidade populacional de 286,19 hab/km². Tem uma área total de 162,59 km².
Recebeu o estatuto de cidade a 3 de Novembro de 1940.